# Edmund Heusinger von Waldegg

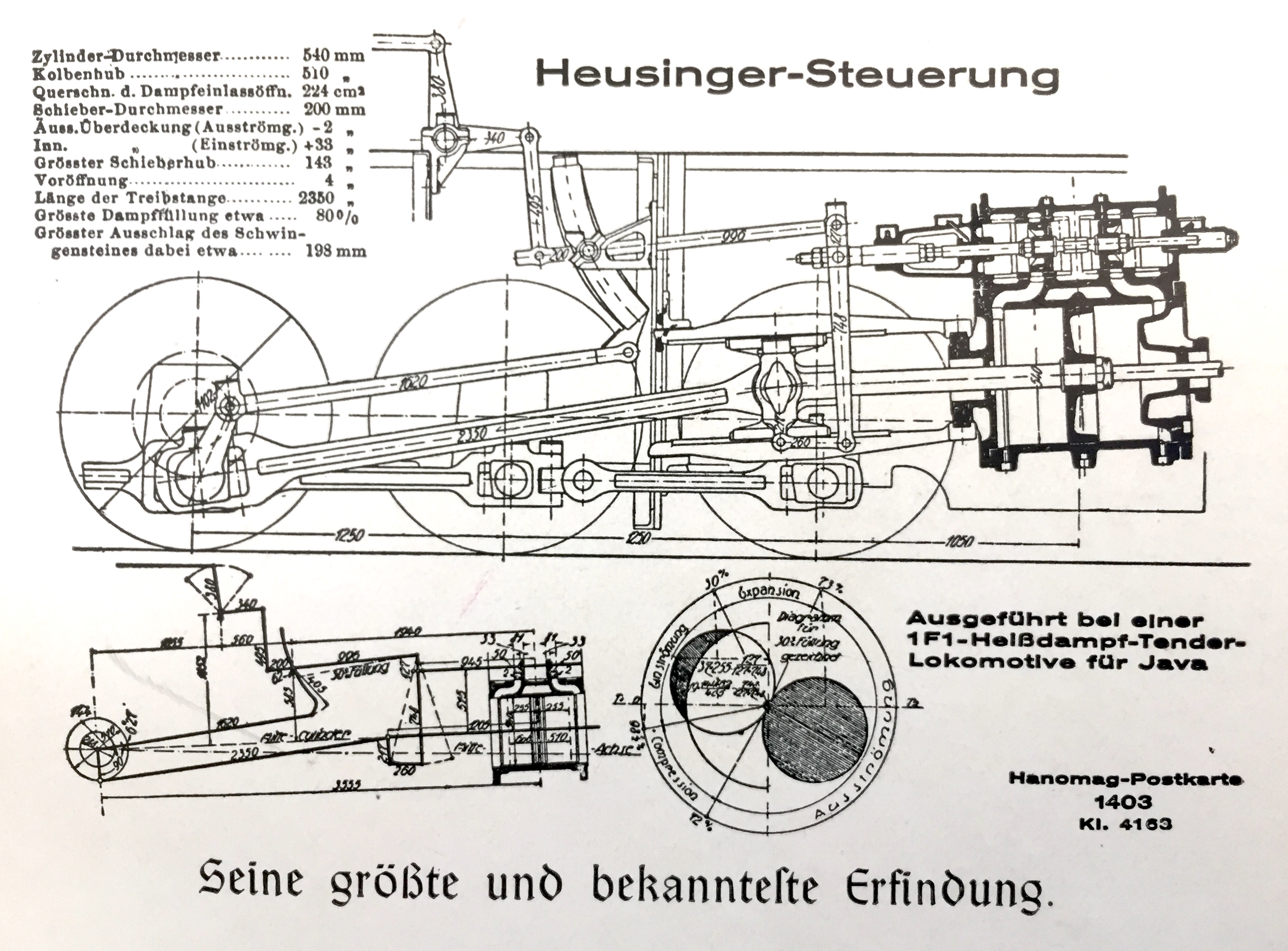
Válvula Heusinger

Edmund Heusinger von Waldegg (12 de mayo de 1817-2 de febrero de 1886) fue un ingeniero mecánico y ferroviario alemán, inventor de un tipo de válvula de distribución para las locomotoras de vapor que pasaría a ser el más utilizado en todo el mundo.

## Semblanza
Edmund Heusinger nació en Bad Schwalbach (actual estado de Hesse, en el centro de Alemania) en 1817. Era el segundo hijo del pastor luterano August Conrad Heusinger von Waldegg.
Después de estudiar en la Universidad de Gotinga y en la Universidad de Leipzig, ingresó en 1840 en la fundición "Good Hope" bajo dirección inglesa, donde se estaba construyendo la primera locomotora de Alemania. En 1841 se convirtió en capataz de los talleres del Ferrocarril de Taunus (Taunusbahn) en Castel, de donde pasó en 1844 a ser gerente de los talleres de Fráncfort del Meno de la compañía, y dos años más tarde fue nombrado superintendente de los Talleres Generales en Castel.
Después de realizar estudios para especializarse en la construcción de ferrocarriles, en 1854 se le encomendó el proyecto del Ferrocarril de Homburg, la línea entre Fráncfort del Meno y Hamburgo. En 1863, cuando proyectó el Ferrocarril del Sur del Harz construido poco después, se mudó a Hannover, donde residió desde entonces. 
Su invento más destacado fue un nuevo tipo de válvula de distribución para las locomotoras de vapor, que se convertiría en el más utilizado en todo el mundo. Debido a que el belga, Egide Walschaerts, ideó un sistema similar de forma independiente, el dispositivo generalmente se conoce como distribución de válvula de Walschaerts fuera del mundo de habla alemana.
Otro de sus inventos fue el mecanismo de marcha atrás para loas locomotoras de vapor que lleva su nombre, cuyo principio se utilizó en todas las grandes locomotoras del mundo. También fue el inventor de un sistema de prensado y de una máquina de escribir para ciegos. Entre sus muchas aportaciones en el campo de los ferrocarriles, figuran el desarrollo de la rueda de chapa de hierro fundido, el perfeccionamiento del sistema de enganche del material rodante, y el diseño de los primeros coches de viajeros con pasillo. El denominado "coche Heusinger", empleado por primera vez en 1892 en los expresos del Ferrocarril Ludwig, hizo que el estribo anteriormente situado en el exterior de la carrocería (y que solo podía ser utilizado por las tripulaciones de los trenes con un riesgo considerable), fuera superfluo.
Otro de sus inventos fue un ferrocarril de campaña para el ejército de tierra.
Perdió tres esposas cuando aún era joven, y su cuarta esposa y cinco de sus hijos murieron antes que él. Se casó con Amalia Emminghaus, el 12 de mayo de 1846, que murió el 9 de febrero de 1847; con Charlotte Thomae, el 24 de abril de 1848, que murió el 17 de julio de 1850; con Caroline Thomae el 2 de octubre de 1851, fallecida el 7 de febrero de 1859, y con Anna Quentin, el 29 de julio de 1863, fallecida el 11 de abril de 1880.
Fue padre de nueve hijos, pero cuando murió en 1886 en Hannover (en el norte de Alemania), solo le sobrevivieron dos hijas (Charlotte Amalia e Ida), y dos hijos (Gottlieb y Edmund).

## Publicaciones
- Fue autor de varios manuales sobre técnica ferroviaria, editor del Calendario para Ingenieros Ferroviarios, y colaborador  de la Revista para el Avance del Sistema Técnico Ferroviario.

## Reconocimientos
- Se erigió un monumento en su memoria en Hannover, cuya inauguración se llevó a cabo el 22 de septiembre de 1929.
- Su retrato está colgado en el Deutsches Museum de Múnich y en el Museo de la Técnica de Viena.